# Королёв, Константин Алексеевич
Королёв Константин Алексеевич (4 января 1917 — 5 сентября 2010) — советский офицер, участник Присоединения Бессарабии к СССР и Великой Отечественной войны, Герой Советского Союза (1943). Полковник (1959).
В годы Великой Отечественной войны особо отличился при форсировании Днепра. В сентябре 1943 года батальон под его командованием прорвал оборону противника в районе села Жерноклевы (Драбовский район Черкасской области, Украина), обошёл её с тыла и разгромил располагавшийся там штаб дивизии. В ходе преследования к вечеру 20 сентября батальон вышел на левый берег Днепра, а 22 сентября ударная группа под его командованием первой форсировала Днепр в районе села Григоровка (Каневский район Черкасской области), захватила господствующую высоту и несколько дней удерживала плацдарм до подхода основных сил полка.

## Биография

### Ранние годы
Родился 22 декабря 1916 (4 января 1917) года в селе Дмитриевское Миротинской волости Алексинского уезда Тульской губернии (ныне Заокского района Тульской области).
В 1930 году окончил 4 класса школы крестьянской молодёжи, работал учеником в артели. В семь лет умерла его мать, Марфа Петровна, а спустя несколько лет — отец, Алексей Андреевич. После смерти отца, в 1934 году переехал к дяде в Ленинград (ныне Санкт-Петербург), где в 1935 году окончил школу ФЗУ, в 1937 году — вечерний электромеханический рабфак. В 1935—1939 годах работал слесарем-модельщиком на заводе «Электросила».
В РККА с октября 1939 года. Красноармеец Королёв служил в пехоте в Киевском военном округе в Запорожье и Днепропетровске. Летом 1940 года в составе 109-го стрелкового полка 30-й иркутской стрелковой дивизии участвовал в присоединении Бессарабии к СССР.
Через год его полк вошёл в состав 74-й стрелковой дивизии, которая с 16 июня 1941 года дислоцировалась западнее города Бельцы.

### В годы Великой Отечественной войны
Участник Великой Отечественной войны: в июне-сентябре 1941 — красноармеец 109-го стрелкового полка, в сентябре-ноябре 1941 — красноармеец 35-го стрелкового полка, в ноябре 1941 — январе 1942 — красноармеец 551-го миномётного дивизиона. Воевал на Южном фронте. Участвовал в оборонительных боях в Молдавии, на юге Украины и Донбассе, обороне Ростова и Ростовской наступательной операции. В качестве наводчика 120-мм миномёта участвовал в боях у городов Балта, Николаев и Херсон. По воспоминаниям К. А. Королёва, особенно тяжёлые бои развернулись под Каховкой: «Бои были жестокие. Когда у миномётчиков кончились боеприпасы, нас вывели в тыл. Пехота осталась драться. Там много наших полегло».
В марте 1942 года окончил курсы младших политруков при штабе 56-й армии. В марте-августе 1942 — политрук роты 71-го стрелкового полка (Южный и Северо-Кавказский фронты). Участвовал в оборонительных боях в районе Таганрога, Ростова-на-Дону и Краснодара. 13 августа 1942 года был тяжело ранен в правую ногу в районе Краснодара и до октября 1942 года находился в госпитале в Тбилиси. В 1943 году окончил филиал курсов «Выстрел» при Закавказском фронте (город Тбилиси).
В феврале-октябре 1943 — командир роты, заместитель командира и командир батальона 1131-го стрелкового полка (Закавказский, Степной, Воронежский и 1-й Украинский фронты). Участвовал в освобождении Тамани, Курской битве, освобождении Левобережной Украины. За участие в освобождении станции Боромля и ряда других городов Сумской и Полтавской областей награждён орденом Отечественной войны II степени (25 сентября 1943).
Особо отличился при форсировании Днепра. В сентябре 1943 года батальон под его командованием прорвал оборону противника в районе села Жерноклевы (Драбовский район Черкасской области, Украина), обошёл её с тыла и в результате неожиданного налёта разгромил располагавшийся там штаб немецкой мотодивизии. Преследуя бежавших, батальон к вечеру 20 сентября 1943 года вышел на левый берег Днепра. 22 сентября 1943 года ударная группа под его командованием первой форсировала Днепр в районе села Григоровка (Каневский район Черкасской области), захватила господствующую высоту и несколько дней удерживала плацдарм до подхода основных сил полка.
29 октября 1943 года его батальон оборонялся у села Ромашки на Букринском плацдарме. Немецкие части крупными силами предприняли атаку на позиции батальона и прорвались в тыл, окружив командный пункт полка. К. А. Королёв с группой бойцов прорвался сквозь окружение, был тяжело ранен в правую ногу, но продолжал руководить боем, пока противник не был отброшен на исходные позиции. До февраля 1944 года находился в госпитале в городе Ташкент (Узбекистан). Всего за годы войны был один раз контужен и трижды ранен: «Умирать не хотел, но и выжить не надеялся. Не сейчас убьют, так через час. Уцелел. Судьба!».
За мужество и героизм, проявленные в боях с немецко-фашистскими захватчиками, указом Президиума Верховного Совета СССР от 13 ноября 1943 года старшему лейтенанту Королёву Константину Алексеевичу присвоено звание Героя Советского Союза с вручением ордена Ленина и медали «Золотая Звезда».
После выхода из госпиталя в апреле-июне 1944 года служил инструктором в Ленинском райвоенкомате города Москвы.

### Послевоенные годы
В 1947 году окончил Военную академию имени М. В. Фрунзе. Служил в пехоте командиром батальона (в Среднеазиатском военном округе), в 1948—1950 — инспектором Управления всеобщего военного обучения Главного штаба Сухопутных войск. С 1950 — инспектор, старший офицер и заместитель начальников отделов в Главном управлении боевой и физической подготовки Сухопутных войск, в 1967—1970 — начальник отдела Управления вневойсковой подготовки Сухопутных войск. С августа 1970 года полковник К. А. Королёв — в запасе.
В 1970—1985 годах работал начальником отдела в Государственном комитете СССР по профессионально-техническому образованию. Также работал в Комитете ветеранов войны и главном штабе военно-спортивной игры «Орлёнок», член редколлегии журнала «Военные знания».
Жил в Москве. Умер 5 сентября 2010 года. Похоронен на Перепечинском кладбище в Москве.

## Награды и звания
Советские государственные награды и звания:
- Герой Советского Союза (13 ноября 1943)[6];
- орден Ленина (13 ноября 1943);
- орден Красного Знамени (13 декабря 1943)[7];
- орден Отечественной войны I степени (11 марта 1985);
- орден Отечественной войны II степени (25 сентября 1943)[4];
- два ордена Красной Звезды (14 декабря 1942[8]; 5 ноября 1954);
- медаль «За боевые заслуги» (15 ноября 1950);
- другие медали.

## Семья
Мать — Марфа Петровна (1887—1924) и отец, Алексей Андреевич (1885—1933), занимались сельским хозяйством. Рано умерли, оставив Константина Королёва сиротой.
В 1930-х годах один из его младших братьев, Александр, переехал к нему в Ленинград, где также окончил ФЗУ и работал токарем на «Электросиле». Затем он стал подводником и погиб в сентябре 1941 года. Второй брат, Виктор, воевал под Ленинградом, получил тяжёлое ранение и больше не вернулся на фронт.
Жена — Татьяна Михайловна (1922—1998).

## Память
В Москве на доме, где он жил, установлена мемориальная доска.